# 鷹司孝子
鷹司 孝子（たかつかさ たかこ、慶長7年（1602年）5月 - 延宝2年6月8日（1674年7月11日））は、江戸幕府第3代将軍・徳川家光の正室（御台所）。通称「中の丸様」。院号は本理院（ほんりいん）。墓所は無量山傳通院。
父は関白・鷹司信房、母は佐々成政の娘・輝子（岳星院）。兄に関白・鷹司信尚、弟に松平信平（鷹司松平家の祖）、妹に浄土真宗本願寺派第14代宗主・大谷寂如の妻・貞淑院如瑞がいる。家光の息子である5代将軍徳川綱吉の正室・鷹司信子は信尚の孫であり、孝子の姪孫にあたる。

## 生涯
元和9年（1623年）8月、家光が征夷大将軍宣下を受けるための上洛中に江戸へ下り、徳川秀忠継室の江（崇源院）の猶子となる。12月に輿入れ、翌寛永元年（1624年）には祝言が行われ本丸入りする。翌年に正式に婚礼し、御台所となる（当初「若御台」と呼ばれた）。
慶安4年（1651年）の家光の没後、落飾して本理院と号する。寛文4年（1664年）に上洛し後水尾上皇に拝謁する。
延宝2年（1674年）に死去、享年73。戒名は本理院殿照誉円光徹心大姉。墓所は歴代の将軍、御台所が眠る芝・増上寺でも上野・寛永寺でもなく、将軍家の一族の多くが眠る東京都文京区の小石川傳通院にある。
歴代の御台所の位階が従二位、もしくは従一位であるのに対し、孝子は生涯にわたり無位無官であった。没後89年を経て、10代将軍家治の時代となった明和2年（1763年）に従一位が贈られた。

## 通説における人物像とその見直し
通説によれば、家光との仲は結婚当初から非常に険悪で、実質的な夫婦生活は皆無であり、結婚後ほどなくして事実上家光から離縁された。大奥から追放されて「御台所」の称号も剥奪され、江戸城内の中ノ丸に御殿を新たに与えられた後、「中の丸様（中の丸殿）」と変えられ、長期にわたる軟禁生活を送らされるなど、家光の在世中は終始忌み嫌われ、冷遇され続け、家光との間に子供も儲けられなかった、とされる。
これに対し、近世日本史学者で九州大学教授の福田千鶴は著書『大奥を造った女たち』の中で、孝子は結婚して間もなく精神的疾病を患い、義父の秀忠により一旦京へ帰される予定であったが、結局中丸にて過ごさせることになったことを明らかにした。
現存の良質な史料や資料からは、孝子と家光の仲の悪さを実際には読み取ることができない。しかも、弟の信平（松平信平）が孝子を頼って江戸へ来た時には、家光は信平を歓迎し俸禄を与えて召し抱えている。さらに、家光が死去する際、形見分けとして孝子へ与えられたのは、金5000両であった（江戸幕府日記）。御台所の役割こそ果たさなかったものの、家光死後の孝子の生活はこれによって確保できたと言える。
家光は側室との間に息子をもうけたが、綱吉ら庶子ばかりか世子の家綱でさえ、正室たる孝子との養子縁組を結ばなかった。そのため、孝子が死去した際に将軍家綱はその喪に服することができなかったが、家綱は家光の死後に母親に準じる手厚い庇護と敬意を孝子に贈り続けていたとわかっている。
福田はまた、中年の孝子は京都の実家へ一度は戻っている上、家光三男の綱重の婚礼も積極的に手配していたと指摘しており、夫に冷遇され寂しい人生をやむを得ずに送っていたとする通説は、多くの史料により刷新されつつある。

## 関連作品
- 徳川の夫人たち（1967年、テレビ朝日、演：稲野和子）
- 大奥（1968年、フジテレビ系列、演：加藤治子）
- 徳川の夫人たち（1974年、フジテレビ、ライオン奥様劇場、演：宗方奈美）
- 柳生一族の陰謀（1978年、関西テレビ、演：植木悦子）
- 服部半蔵 影の軍団（1980年、関西テレビ・東映、演：三浦真弓）
- 徳川の女たち（華麗春日局）（1980年、フジテレビ、ライオン奥様劇場、演：吉本真由美）
- 服部半蔵 影の軍団（1980年、関西テレビ、演：三浦真弓）
- 影の軍団III（1982年、関西テレビ、演：岸田今日子）
  - 同作中での孝子は、紀州藩主・徳川光貞（演：小沢栄太郎）の陰謀から逃れるため、あえて死を偽装し、千愁尼として多羅尾半蔵（演：千葉真一）とともに戦う、という設定になっている。
- 柳生十兵衛あばれ旅（1982年、テレビ朝日、演：上村香子）
- 大奥（1983年、関西テレビ、演：坂口良子）
- 花のこころ（1985年、TBS、演：佐久間良子）
- 風雲江戸城 怒涛の将軍徳川家光（1987年、テレビ東京、演：中田喜子）
- 春日局（1989年、NHK大河ドラマ、演：中田喜子）
- 葵 徳川三代（2000年、NHK大河ドラマ、演：中江有里）
- 大奥〜第一章〜（2004年、フジテレビ、演：木村多江）
  - 大奥～第一章～スペシャル（2005年）
- 天下騒乱〜徳川三代の陰謀（2006年、テレビ東京、演：松暢子）
- 江〜姫たちの戦国〜（2011年、NHK大河ドラマ、演：葛西幸菜）